# Atletica leggera ai Giochi della XX Olimpiade - Staffetta 4×400 metri femminile
La staffetta 4×400 metri ha fatto parte del programma femminile di atletica leggera ai Giochi della XX Olimpiade. La competizione si è svolta nei giorni 9-10 settembre 1972 allo Stadio olimpico di Monaco.

## Presenze ed assenze delle campionesse in carica
| Competizione      | Atleta                      | Prestazione                 | Monaco 1972                 |                             |
| ----------------- | --------------------------- | --------------------------- | --------------------------- | --------------------------- |
| Olimpiadi 1968    | Prima apparizione ai Giochi | Prima apparizione ai Giochi | Prima apparizione ai Giochi | Prima apparizione ai Giochi |
| Panamericani 1971 | Stati Uniti                 | 3'32”45                     | Presente                    |                             |
| Europei 1971      | Germania Est                | 3'29”30                     | Presente                    |                             |

## Risultati

### Turni eliminatori
| 2 Batterie | 9 settembre  | 14 squadre | Si qualificano le prime 4 |
| Finale     | 10 settembre | 8          |                           |

In batteria la Germania Est batte già il record del mondo: 3'28"5.

In finale quattro squadre vanno sotto il record del giorno prima. Le tedesche est vanno in testa al secondo giro e vincono con oltre 2 secondi di vantaggio sulle americane (la cui ultima frazionista, Kathy Hammond, è la più veloce di tutte in 50"2).

Tutte le finaliste, tranne l'Unione Sovietica, stabiliscono il primato nazionale della specialità.
| Pos. | Nazione          | Atleti                                                                                      | Totale  | Nota |
| ---- | ---------------- | ------------------------------------------------------------------------------------------- | ------- | ---- |
| 1    | Germania Ovest   | Anette Rückes, Inge Bödding Hildegard Falck, Rita Wilden                                    | 3'29"32 | Q    |
| 2    | Francia          | Martine Duvivier, Colette Besson Bernadette Martin, Nicole Duclos                           | 3'30"02 | Q    |
| 3    | Unione Sovietica | Lyubov Runtso, Olga Syrovatskaya Natal'ja Pečënkina, Nadezhda Kolesnikova                   | 3'30"23 | Q    |
| 4    | Finlandia        | Marika Eklund-Lindholm, Pirjo Wilmi-Häggman Tuula Rautanen, Mona-Lisa Strandvall-Pursiainen | 3'30"84 | Q    |
| 5    | Cuba             | Asunción Acosta, Marcela Chibás Beatriz Castillo, Aurelia Pentón                            | 3'32"44 |      |
| 6    | Svezia           | Lotta Malmström, Elisabeth Randerz Ann Larsson, Karin Wallgren-Lundgren                     | 3'32"62 |      |
| 7    | Barbados         | Lorna Forde, Barbara Bishop Marcia Trotman, Heather Gooding                                 | 3'44"45 |      |

| Pos. | Nazione       | Atleti                                                                    | Totale  | Nota |
| ---- | ------------- | ------------------------------------------------------------------------- | ------- | ---- |
| 1    | Germania Est  | Dagmar Käsling, Rita Kühne Helga Seidler, Monika Zehrt                    | 3'28"48 | Q    |
| 2    | Stati Uniti   | Mable Fergerson, Madeline Manning Cheryl Toussaint, Kathy Hammond         | 3'28"63 | Q    |
| 3    | Australia     | Allison Ross-Edwards, Raelene Boyle Cheryl Peasley, Charlene Rendina      | 3'29"99 | Q    |
| 4    | Gran Bretagna | Verona Elder, Janet Simpson Janette Roscoe, Rosemary Stirling             | 3'30"05 | Q    |
| 5    | Giamaica      | Ruth Williams, Una Morris Rosie Allwood, Yvonne Saunders                  | 3'31"89 |      |
| 6    | Austria       | Christiane Casapicola, Maria Sykora Gerlinde Massing, Karoline Käfer      | 3'42"19 |      |
| -    | Polonia       | Bożena Zientarska, Krystyna Kacperczyk Elżbieta Skowrońska, Danuta Piecyk |         | NT   |

### Finale
| Pos.    | Nazione          | Atleti                                                                                      | Totale  | Nota            |
| ------- | ---------------- | ------------------------------------------------------------------------------------------- | ------- | --------------- |
| Oro     | Germania Est     | Dagmar Käsling, Rita Kühne Helga Seidler, Monika Zehrt                                      | 3'22"95 | Record mondiale |
| Argento | Stati Uniti      | Mable Fergerson, Madeline Manning Cheryl Toussaint, Kathy Hammond                           | 3'25"15 |                 |
| Bronzo  | Germania Ovest   | Anette Rückes, Inge Bödding Hildegard Falck, Rita Wilden                                    | 3'26"51 |                 |
| 4       | Francia          | Martine Duvivier, Colette Besson Bernadette Martin, Nicole Duclos                           | 3'27"52 |                 |
| 5       | Gran Bretagna    | Verona Elder, Janet Simpson Janette Roscoe, Rosemary Stirling                               | 3'28"74 |                 |
| 6       | Australia        | Allison Ross-Edwards, Raelene Boyle Cheryl Peasley, Charlene Rendina                        | 3'28"84 |                 |
| 7       | Finlandia        | Marika Eklund-Lindholm, Pirjo Wilmi-Häggman Tuula Rautanen, Mona-Lisa Strandvall-Pursiainen | 3'29"44 |                 |
| 8       | Unione Sovietica | Lyubov Runtso, Olga Syrovatskaya Natal'ja Pečënkina, Nadezhda Kolesnikova                   | 3'31"89 |                 |